# Den stulna vita elefanten
Den stulna vita elefanten (engelska: The Stolen White Elephant) är en novell av Mark Twain som publicerades 1882 av James R. Osgood. En indisk elefant, på väg från Indien till Storbritannien som en gåva till drottningen, försvinner i New Jersey. Det lokala poliskontoret gör allt för att lösa mysteriet, som dock slutar tragiskt.